# Eric Abrahamsson
Eric Abrahamsson (13 de abril de 1890 - 3 de noviembre de 1942) fue un actor teatral y cinematográfico de nacionalidad sueca.

## Biografía
Su nombre completo era Carl Eric Abrahamsson, y nació en Estocolmo, Suecia, siendo sus padres Carl August Abrahamsson y Augusta Charlotta Eriksson. Abrahamsson estudió en la escuela teatral de Elin Svensson a partir de 1907, debutando sobre la escena en 1909 en el Svenska teatern de Estocolmo. Posteriormente trabajó para la compañía teatral de John Liander (1909-10), la compañía de opereta de Arthur Rehn, y en 1912-13 en la compañía de opereta de Axel Lindblad en giras por provincias.
Además, Abrahamsson actuó en las compañías teatrales de Anna Norrie y Oskar Textorius. Fue contratado para trabajar como actor de opereta en el Apolloteatern de Helsinki en 1913 - 1916, y en el Wasa Teater. En 1917 volvió a Suecia, formando parte de la gira de la actriz Valborg Hansson con la obra Stöflett-Katrine. También trabajó con la actriz Lili Ziedner en el cabaret Läderlappen. Durante muchos años fue actor en revistas de Karl Gerhard, y en Estocolmo actuó en los teatros Folkteatern y Vasateatern, entre otros.
Abrahamsson fue conocido por su papel de un sombrío pesimista en la serie radiofónica de Helge Härneman Optimisten och pessimisten, en la cual Ludvig Gentzel encarnaba al optimista.
Debutó en el cine en 1917 con la película de Victor Sjöström Terje Vigen, actuando a lo largo de su carrera en más de filmes. En esta faceta, tuvo contrato con Svensk Filmindustri desde el año 1928.
Eric Abrahamsson falleció en Estocolmo, Suecia, en 1942. Fue enterrado en el Cementerio Norra begravningsplatsen de esa ciudad.

## Teatro
- 1921 : Vart ska vi annars gå, de Karl Gerhard, escenografía de Olle Nordmark, Folkan y Mosebacketeatern[3]
- 1922 : Ställ er i kön, de Karl Gerhard, Folkan[4]
- 1922 : Hasard, de Alfred Savoir, escenografía de Vilhelm Bryde, gira[5][6]
- 1926 : Benjamin, de René Mercier, André Bardé y Benjamin Rabier, escenografía de Nils Johannisson, Södra Teatern[7]
- 1927 : Drottning Helena, de Oscar Straus, Ernst Marischka y Bruno Granichstaedten, escenografía de Naima Wifstrand, Folkan[8]
- 1930 : Krasch, de Erik Lindorm, escenografía de Sigurd Wallén, Folkan[9]
- 1931 : 33.333, de Algot Sandberg, escenografía de Sigurd Wallén, Folkan[10]
- 1932 : Vi som går köksvägen, de Gösta Stevens, escenografía de Nils Lundell, Södra Teatern[11][12]
- 1933 : Oss greker emellan, de Karl Gerhard, Folkan[13]
- 1933 : Ett leende år, de Gösta Stevens y Kar de Mumma, escenografía de Björn Hodell, Södra Teatern[14]
- 1933 : Lyckliga Jönsson, de Toralf Sandø, escenografía de Björn Hodell, Södra Teatern[15]
- 1934 : Mitt vänliga fönster, de Karl Gerhard, escenografía de Karl Gerhard, Folkan[16]
- 1934 : Sol över Söder, Södra Teatern[17]
- 1937 : Karl Gerhards vershus, de Karl Gerhard, Folkan[18]
- 1939 : Kungens komedi, de Oscar Rydqvist, escenografía de Martha Lundholm, Vasateatern[19]
- 1939 : Christian, de Yvan Noé, escenografía de Martha Lundholm, Vasateatern[20]
- 1940 : La tía de Carlos, de Brandon Thomas, escenografía de Leif Amble-Naess, Södra teatern y Vasateatern[21][22]

## Filmografía
- 1917 : Terje Vigen
- 1931 : Trötte Teodor
- 1931 : Röda dagen
- 1931 : En kärleksnatt vid Öresund
- 1931 : Dantes mysterier
- 1932 : Sten Stensson Stéen från Eslöv på nya äventyr
- 1932 : Svarta rosor
- 1932 : En stulen vals
- 1932 : Kärleksexpressen
- 1933 : Hemslavinnor
- 1933 : Kära släkten
- 1933 : Kärlek och dynamit
- 1933 : Kanske en diktare
- 1933 : Flickan från varuhuset
- 1934 : Sången till henne
- 1934 : Fasters millioner
- 1934 : Eva går ombord
- 1934 : Äventyr på hotell
- 1935 : Smålänningar
- 1935 : Kärlek efter noter
- 1935 : Flickornas Alfred
- 1935 : Munkbrogreven
- 1935 : Ebberöds bank
- 1936 : Kärlek och monopol
- 1936 : Släkten är värst
- 1936 : Spöket på Bragehus
- 1936 : Annonsera
- 1936 : Han, hon och pengarna
- 1936 : Kvartetten som sprängdes
- 1937 : Pappas pojke
- 1937 : Lyckliga Vestköping
- 1937 : Häxnatten
- 1937 : En flicka kommer till sta'n
- 1937 : John Ericsson - segraren vid Hampton Roads
- 1938 : Styrman Karlssons flammor
- 1938 : Blixt och dunder
- 1938 : Den stora kärleken
- 1938 : Med folket för fosterlandet
- 1938 : Goda vänner och trogna grannar
- 1939 : I deklarationstider
- 1939 : Rena rama sanningen
- 1939 : Landstormens lilla Lotta
- 1940 : Gentleman att hyra
- 1940 : En, men ett lejon!
- 1940 : Lillebror och jag
- 1940 : Snurriga familjen
- 1940 : Stora famnen
- 1940 : Kyss henne!
- 1941 : Den ljusnande framtid
- 1941 : Springpojkar är vi allihopa
- 1941 : I natt - eller aldrig
- 1941 : Lärarinna på vift
- 1941 : Spökreportern
- 1941 : Stackars Ferdinand
- 1941 : Göranssons pojke
- 1942 : Sexlingar
- 1942 : Det är min musik
- 1942 : En trallande jänta
- 1942 : Flickan i fönstret mitt emot
- 1952 : Snurren direkt
- 1962 : Fåfängans marknad
- 1973 : Anderssonskans Kalle i busform